# 曼努埃尔·普拉萨
曼努埃尔·普拉萨（西班牙語：Manuel Plaza，1900年3月17日—1969年2月9日），智利男子田径运动员。他曾代表智利参加1924年和1928年夏季奥林匹克运动会田径比赛，其中1928年奥运会获得一枚银牌。